# Guckehürle

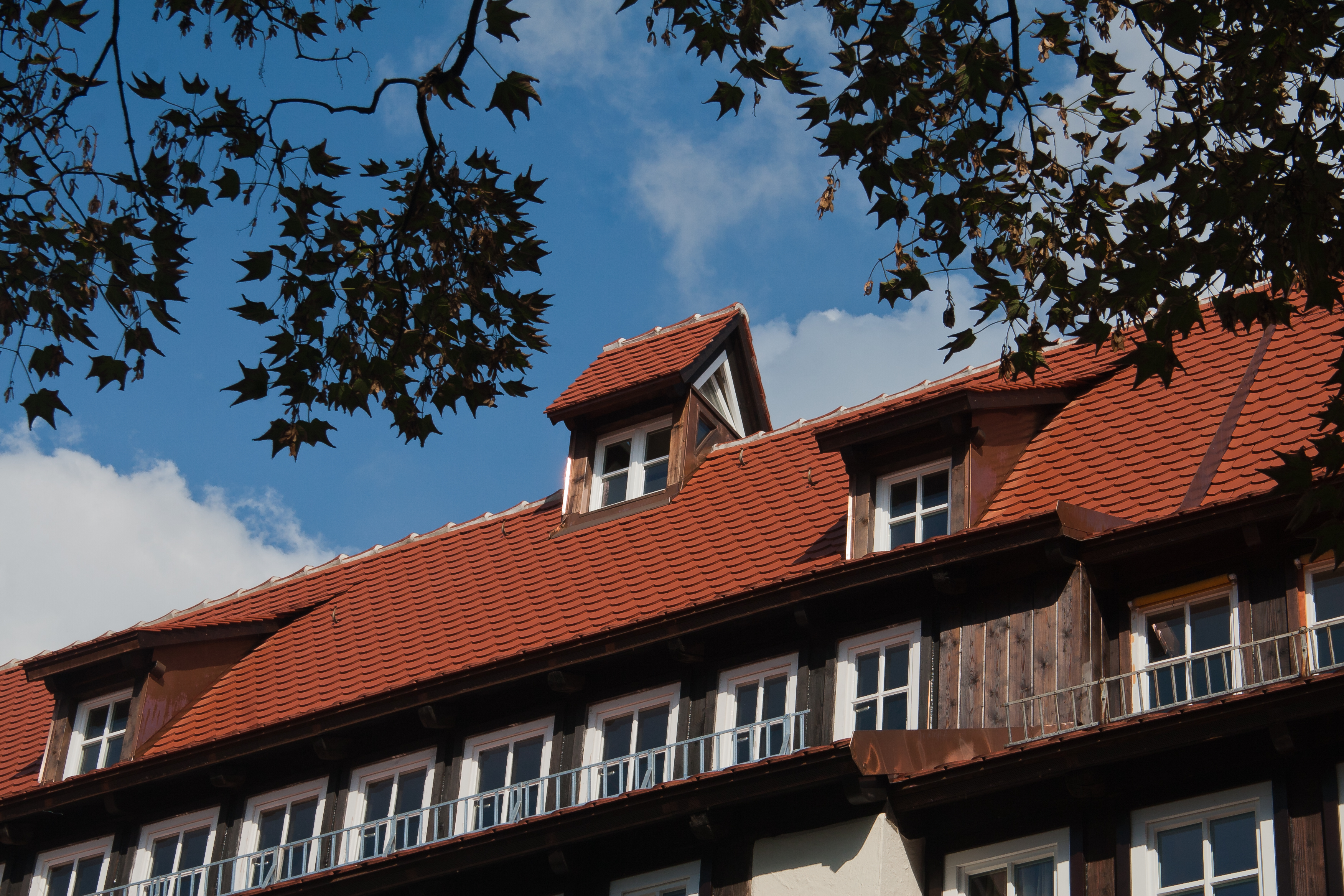
Restauriertes Guckehürle auf dem Dachfirst des Hauses Steingasse 11 in Ulm

Guckehürle sind als kleine Ausgucktürmchen dienende Dachreiter, überwiegend mit einem Satteldach. Sie sind auf dem First auf zwei Dachsparrenpaaren montiert und über eine steile Treppe vom obersten Dachboden aus zu erreichen.

## Funktion, Geschichte und Verbreitung
Die Guckehürle sind eine architektonische Spezialität Ulms, die auf alten Stadtansichten in großen Zahlen zu finden sind. 
Wie der Name es nahelegt, dienten die Guckehürle als Ausguck insbesondere für den Fall, dass es irgendwo brannte oder feindliche Truppen vor der Stadt standen. Der Germanist Hermann Fischer bezeichnet es im Schwäbischen Handwörterbuch als „eine Art Dachreiter auf dem First alter Privathäuser, in schornsteinartiger Form, zur weiten Aussicht dienend, daher innen mit Sitzen versehen (Ulm). – Oberteil eines Gebäudes, wo man weite Aussicht hat, Dachfenster, oder Dachtürmchen ALLG.“
Der früheste Nachweis eines Guckehürles in Ulm ist eine um das Jahr 1430 entstandene Glasmalerei im Ulmer Münster. Vor der weitgehenden Zerstörung der Ulmer Altstadt bei der Bombardierung Ulms am 17. Dezember 1944 sind 43 Guckehürle nachgewiesen. Bei den Wiederaufbauarbeiten wurden selbst von unzerstörten Häuser zahlreiche Guckehürle entfernt oder nicht wieder aufgebaut, da auf ihre Erhaltung zu wenig geachtet worden ist.
Herbert Wiegandt führt die Herkunft des Begriffs „Guckehürle“ auf eine Kombination von „gucken“ und dem aus dem Bairischen entlehnten Begriff „Hur“ zurück, der einen Rauchfang bezeichnet. Der Begriff ist außerhalb von Ulm auch für Augsburg, Kaufbeuren, Memmingen und Ravensburg belegt. Einige Guckehürle existieren in Nördlingen, aber dort werden sie nicht mit diesem Begriff bezeichnet. Im ehemaligen reichsstädtischen Gebiet der Stadt Ulm finden sich weitere Guckehürle in Langenau (heutiges Heimatmuseum) und auf einem Schulgebäude im Neu-Ulmer Stadtteil Pfuhl.

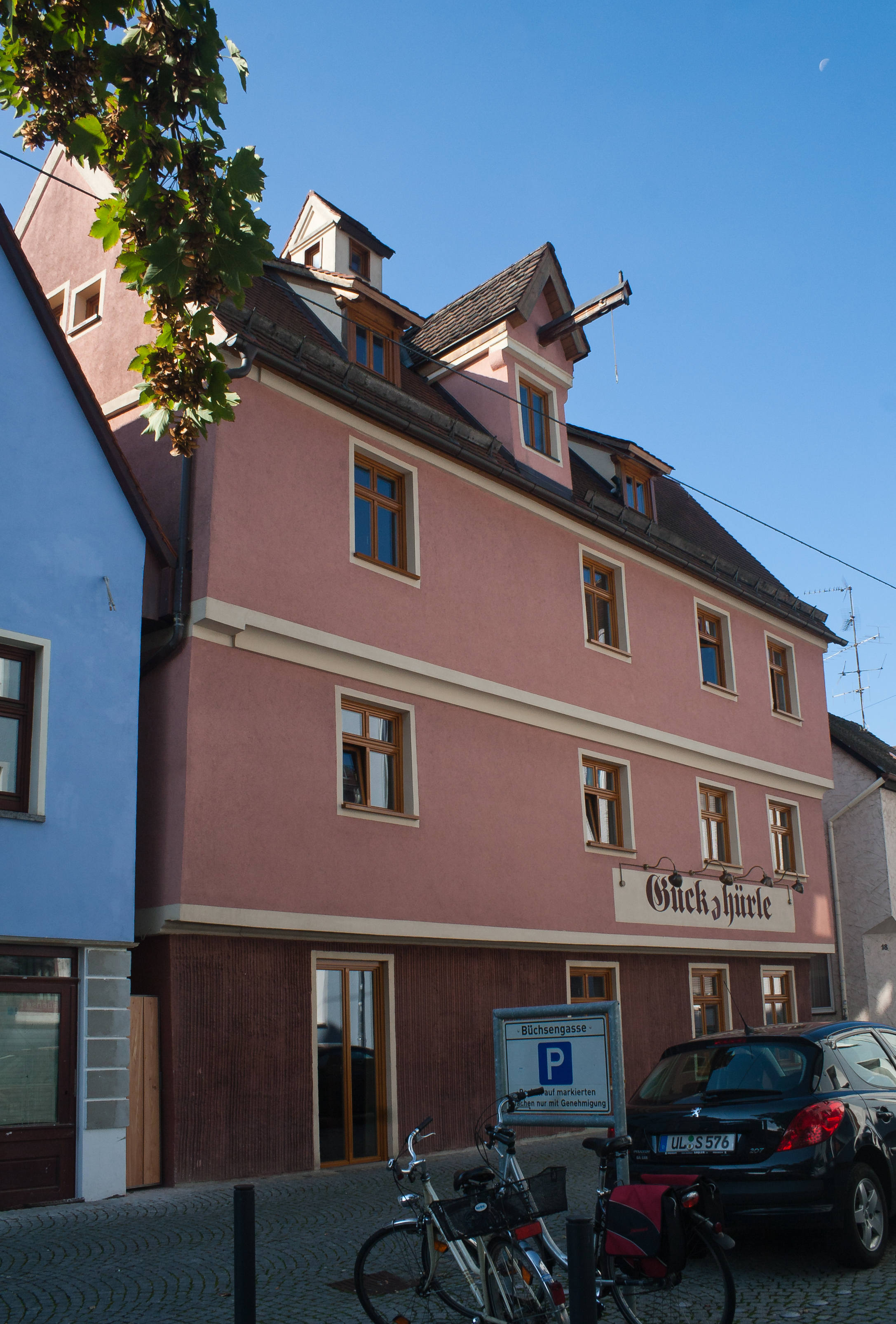
Haus in Traufstellung mit Guckehürle und Zwerchgiebel in der Büchsengasse 20 mit einem danach benannten Lokal

In der Ulmer Altstadt befindet sich in der Büchsengasse 20 in einem dreigeschossigen Haus aus dem 16. oder 17. Jahrhundert ein Restaurant namens „Guckehürle“; auch dieses Haus erhielt im Rahmen seiner Restaurierung und Sanierung wieder sein ursprüngliches Guckehürle auf dem Dach, das 1962 entfernt worden war.